# Pér
Pér is een plaats (község) en gemeente in het Hongaarse comitaat Győr-Moson-Sopron. Pér telt 2377 inwoners (2001).